# Крохали
Кроха́ли (лат. Mergus) — род птиц семейства утиных с удлинённым цилиндрическим клювом, края которого покрыты мелкими острыми зубцами, и большим загнутым в виде крючка ноготком. Другие характерные внешние признаки — удлинённое тело и длинная шея, что делает их похожими на поганок и гагар, и задний палец с широкой лопастью.

## Общая характеристика
Превосходные ныряльщики, питаются преимущественно рыбой, которую удерживают зубцами (у большинства уток вместо них имеются плоские роговые пластины). За исключением длинноносого крохаля, все остальные виды предпочитают внутренние пресноводные водоёмы (первый обычен не только в глубине материка, но и на море). Начиная с 1980-х гг 2 вида, ранее причисляемые к крохалям, нынче часто рассматривают как монотипичные. Луток, питающийся преимущественно водными беспозвоночными и филогенетически более близкий к гоголям, был выделен в самостоятельный род малых крохалей (Mergellus). Аналогично американский хохлатый крохаль, как переходная форма от лутка к «настоящим» крохалям, приобрёл новое родовое название Lophodytes. У этой версии классификации есть и оппоненты — в частности, сотрудники Зоологического музея МГУ предлагают либо вынести оба вида в состав рода Mergellus, либо оставить в списке Mergus, но под общей формой Mergellus в ранге подрода.
Кроме перечисленных выше родов близкое родство с крохалями также имеют гоголи (Bucephala). Основу рациона последних составляют моллюски, поэтому их клюв имеет более типичную для уток сплюснутую форму. В остальном представители родов Mergus, Lophodytes, Mergellus и Bucephala имеют схожую биологию, в том числе уникальную среди всех гусеобразных анатомическую особенность: выемка в задней части грудной кости отсутствует, а отверстия закрыты костью.

## Классификация
Если не считать лутка и хохлатого крохаля, выделяют 4 вида ныне живущих крохалей, и ещё один вымерший в начале XX века:
- Оклендский крохаль (Mergus australis) (вымер около 1902)
- Бразильский крохаль (Mergus octosetaceus)
- Большой крохаль (Mergus merganser)
- Средний крохаль (Mergus serrator)
- Чешуйчатый крохаль (Mergus squamatus)

В орнитофауне России распространены большой, длинноносый и чешуйчатый крохали.

## Окаменелости
Из ископаемых находок достоверно известно о двух формах данного рода:
- Mergus miscellus, обитавший в середнем миоцене (около 14 млн лет назад), был обнаружен в формации Калверт (англ. Calvert Formation) в американском штате Виргиния.
- Mergus connectens обитал в раннем плейстоцене (примерно 1—2 млн лет назад) на территории Центральной и Восточной Европы.

В ранних работах за ископаемую форму крохаля ошибочно принимали олушу из раннего олигоцена «Sula» ronzoni. Ещё одни окаменелости, которые в зависимости от классификации могут принадлежать к роду Mergus или роду Mergellus, были обнаружены в формации Сажоволгий (венг. Sajóvölgyi) в Венгрии. Систематическое положение загадочной формы «Anas» albae из мессиния (7—5 млн млн назад) остаётся невыясненным — первоначально полагали, что она также относится к типичным крохалям.